# Doorhaalvloeistof
Doorhaalvloeistof is een vloeibaar mengsel dat in keukens en de voedingsmiddelenindustrie wordt gebruikt om paneermeel aan producten te laten hechten. Met name voor vochtrijke producten zoals kroketten en bitterballen vormt het ook een barrière die voorkomt dat het product tijdens de bereiding uit elkaar valt (stukbakken). Traditioneel werd hiervoor eiwit of heel rauw ei gebruikt.
In de industrie, waar veel aandacht is voor het niet stukbakken van gepaneerde producten, wordt een doorhaalvloeistof gebruikt die veelal bestaat uit verschillende zetmeelvarianten, zout, verdikkingsmiddelen, zuurteregelaar, soms plantaardig eiwit en plantaardige olie en altijd vloeistof, meestal water.